# فوندی
فوندی (به ایتالیایی: Fondi) یک کومونه در ایتالیا است که در استان لاتینا واقع شده‌است.

## خصوصیات
فوندی ۱۴۲ کیلومترمربع مساحت و ۳۸٬۴۳۷ نفر جمعیت دارد و ۸ متر بالاتر از سطح دریا واقع شده‌است.

## خواهرخوانده
شهرهای منگلیا، داخاو و Wodzisław Śląski خواهرخوانده‌های فوندی هستند.